# 杉田望
杉田 望（すぎた のぞむ、1943年8月11日-2024年8月4日 ）は、日本の作家。

## 人物・来歴
山形県出身、樺太大泊生まれ。早稲田大学中退。専門紙編集長、社長を経て、1988年より作家専業。金融小説を多く執筆。

## 著書
- 『小説半導体戦争』講談社, 1987.7 「半導体戦争 フォーラムXの陰謀」講談社文庫
- 『アジアNIES最前線 繁栄の舞台裏と日本の選択』駸々堂出版, 1989.11
- 『満鉄中央試験所 大陸に夢を賭けた男たち』講談社, 1990.3 のち徳間文庫
- 『小説国際プラント・ビジネス戦争』(講談社文庫) 1990.6
- 『人事権執行』ベストセラーズ, 1991.2  「管理職の叛旗」 (講談社文庫)
- 『香港密約』講談社, 1993.10  「香港マーケット」講談社文庫 1997.3
- 『黒幕会社』立風書房, 1994.7
- 『自動車密約』講談社, 1995.3 のち文庫
- 『華南密約』徳間書店, 1995.4
- 『銀行盲流』徳間書店, 1996.3 「中国決潰す 小説対中金融オペレーション」(徳間文庫)
- 『金融崩壊 小説日本銀行』徳間書店, 1998.11  「日銀崩壊」 (徳間文庫)
- 『大蔵省腐敗官僚』徳間書店, 1998.6
- 『崩壊商社』徳間書店, 1999.12
- 『金融破地獄 小説・日本債券信用銀行』同朋舎, 2000.12
- 『巨悪』小学館文庫 2001.9
- 『巨大銀行システム崩壊 小説』毎日新聞社, 2002.7
- 『日本を捨てた男が日本を変える 高輝度青色発光ダイオードの発明者中村修二』徳間書店, 2002.8 「中村修二ノーベル物理学賞受賞までの闘い 日本を捨てた男が日本を変える」文芸社文庫
- 『アカハラ 小説DNAスパイ事件』毎日新聞社, 2003.11
- 『貸しはがし資金回収』講談社, 2003.8
- 『金融夜光虫』(講談社文庫) 2004.12 「金融黒船」文芸社文庫
- 『特別検査 金融アベンジャー』講談社文庫 2006.12 「特別検査 金融報復者」文芸社文庫
- 『天才大悪党 昭和の大宰相田中角栄の革命』だいわ文庫 2006.9
- 『総理殉職 四十日抗争で急逝した大平正芳』大和書房, 2008.2
- 『破産執行人』講談社文庫 2008.5 「倒産仕掛人」(文芸社文庫)
- 『不正会計』講談社文庫 2009.11
- 『無限大経営』幻冬舎メディアコンサルティング, 2011.3
- 『満州経済人脈』文芸社文庫 2017.6